# Willem de Fesch
Willem de Fesch (Alkmaar, doopdatum 26 augustus 1687 - Londen, 3 januari 1761) was een Nederlands componist en violist uit de periode van de Barokmuziek.

## Biografie
Zijn vader Louis/Lodewijk de Fesch (1657-?) (ook wel Vaeght, De Veg of Defesch) was een musicus uit Luik die zich al jong in Amsterdam had gevestigd en in 1685, kort na zijn huwelijk met Johanna Willems Maasbragt (1664-1739), verhuisd was naar Alkmaar, waar hun tweede zoon Willem werd geboren. In het eerste decennium van de 18e eeuw verhuisde het gezin terug naar Amsterdam. Willem werd daar in 1710 musicus bij de Stadsschouwburg aan de Keizersgracht. De Fesch zou daarbij les hebben gehad van Carl Rosier, met wiens dochter Maria-Anna hij in 1711 trouwde. In 1725 verhuisde hij naar Antwerpen en werd er kapelmeester in de kathedraal. In 1730 nam hij daar ontslag nadat hij schuldig was bevonden aan mishandeling en zelfs afpersing van zijn zangers; hij had een opvliegend karakter.
In 1731 vestigde hij zich in Londen, waar hij een tijdlang de leiding had van het orkest van Georg Friedrich Händel. Hij was ook actief als solist, gaf les en componeerde verder. Zijn vrouw werd daarbij af en toe als zangeres ingeschakeld. Hij gaf er ook benefietconcerten. In 1746 was hij vioolsolist in het Occasional Oratorium van Händel. Hij was in 1748 en 1749 dirigent bij de concerten in Marylebone Gardens. Na 1750 werd nauwelijks meer iets van hem vernomen. Uit dagboeken van een trouwe bezoeker, Thomas Hollis, blijkt dat zijn gezondheid sterk achteruitging. De Fesch overleed in 1761 op 73-jarige leeftijd.

## Werken
Zijn oeuvre als componist omvat onder meer een mis, verschillende bundels met concerti voor viool of concerti grossi die op de Italiaanse stijl van onder meer Antonio Vivaldi zijn geënt (onder meer zijn Opus II, III, V, X), sonates zoals de cellosonates Opus VIII, liederen en muziekstukken voor blokfluit, die nog regelmatig worden uitgevoerd en opgenomen.
In Engeland schreef hij twee oratoria. Judith (1733) was het tweede oratorium dat in Engeland naar een bijbels gegeven werd gecomponeerd, een jaar na Esther van Handel, maar de muziek ervan is verloren gegaan. Het leek er toen op dat De Fesch zich wilde meten met Handel als meester in het opkomende genre van het oratorium.
Van zijn oratorium Joseph uit 1745 ontdekte de Belgische musicoloog Pieter Andriessen in 1980 een kopie van het manuscript in de Royal Academy of Music in Londen. Het werk werd in 1984 voor het eerst opnieuw uitgevoerd onder leiding van Joz Swinnen in Beringen en in 1987 op het zogenaamde Feschtival in Alkmaar onder leiding van Jos Van Immerseel. Het is ook op cd uitgebracht (2001, heruitgave 2021) in een uitvoering van onder anderen Claron McFadden in de titelrol, Roberta Alexander, Nico van der Meel, Musica ad Rhenum, het Nationaal Kinderkoor en Viri Cantores onder leiding van Jed Wentz.
De Fesch' overgeleverde oeuvre is integraal uitgegeven door Donemus in Amsterdam; deze uitgave kwam tot stand onder de wetenschappelijke begeleiding van de Amerikaans-Nederlandse musicoloog prof. dr. Robert L. Tusler (1920-2015) ook de auteur van een Engelstalig boek over de componist. Ook musicoloog Willem Noske heeft daaraan een bijdrage geleverd. Over de toeschrijvingen aan De Fesch zijn niet alle musicologen het eens.

## Composities
- Op. 1: A: zes sonates voor 2 violen, en B: 6 sonates voor 2 violoncelli (Roger/Amsterdam 1715)
- Op. 2: zes concerten en concerti grossi (Roger/Amsterdam 1717)
- Op. 3: zes concerten en concerti grossi (Roger/Amsterdam 1718)
- Op. 4: A: zes sonates voor viool en basso continuo, en B: zes sonates voor 2 violoncelli (1725)
- Op. 5: zes concerten en concerti grossi (Le Cène/Amsterdam 1725)
- Op. 6: zes sonates voor viool of fluit en basso continuo (1730)
- Op. 7: tien triosonates (1733)
- Op. 8: A: zes sonates voor viool en basso continuo, en B: zes sonates voor 2 violoncelli (1736)
- Op. 9: zes sonates voor twee violen of fluiten (Walsh/London 1739)
- Op. 10: acht concerten en concerti grossi (Walsh/London 1741)
- Op. 11: dertig duetten voor 2 violen of fluiten (1743)
- Op. 12: twaalf sonates voor 2 violen of fluiten en basso continuo (1748)
- Op. 13: zes sonaten voor violoncello en basso continuo (1750)
- Missa Paschalis (1730)
- Oratorium Judith (1733) (verloren gegaan)
- Oratorium Joseph (1745)
- Vele liederen (Canzonetta's en Songs)
- Muziek voor carillon